# 崔仁冀
崔仁冀（?—?），字子迁，五代十国时吴越国官员，吴越忠懿王时通儒院学士、丞相。钱塘（今浙江省杭州市）人，一说奉化人。
崔仁冀少年时笃学，有文采，入仕为通儒院学士。忠懿王钱俶罢免沈虎子的政事，让崔仁冀取代他。宋太祖征召钱俶入朝，崔仁冀建议，主上天资英武，所向无敌。保族全名，上策也。钱俶采纳。977年，钱俶在汴京，当时漳泉清源節度使陈洪进纳土降宋，钱俶上书请求取消自己吴越国王和天下兵马大元帅的职务。宋太宗下诏不许。崔仁冀察情度势，劝钱俶道：朝廷意思不言自明，大王不赶快纳土称臣，祸患临头。左右大臣争言不可，崔仁冀厉声道：“今已在人掌握中，去国千里，惟有羽翼，乃能飞去耳！”钱俶无奈，只得与仁冀一起决策，奉境内十三州、一军、八十六县，上表纳土。宋太宗任命崔仁冀为淮南节度使副使。历任卫尉卿、判大理寺，抚州知州，在任上去世。